# Olaus Olai Nauclerus
Olaus Olai Nauclerus, född 1 maj 1675 i Vika socken, död 10 juni 1732 i Delsbo, var en svensk kyrkoman.

## Biografi
Olaus Nauclerus var son till markscheidern över rikets bergslager Olaus Simonis Nauclerus på Staberg och Ebba Lohrman, och var via farmodern ättling till ärkebiskop Olaus Martini samt Bureättling. 1703 tog han filosofiska graden vid Uppsala universitet, sedan han 1702 för Petrus Elvius försvarat Delineatio magnæ fodinæ Cuprimontanæ, quam cum consensu..., och året därefter för Johan Upmarck Rosenadler Delineatæ magnæ fodinæ Cuprimontanæ veteris pars posterior chalcurgica.... Avhandlingarna berömmes av Sven Tunberg vara de första riktiga beskrivningarna av Kopparberget och bergsbruket där.
Efter studierna blev Nauclerus först knuten till Storkyrkan i Stockholm, för att sedan bli riksrådet Arvid Horns hovpräst. Nauclerus blev därefter hovpredikant hos kungafamiljen. 1717 tillträdde han som prost i Delsbo, utnämnd av domkapitlet. År 1723 bevistade han riksdagen för prästeståndet från Gästrikland och Hälsingland. Han inlämnade 1730 en ansökan på vers om Leksands pastorat, utan att få det. Han avled i Delsbo 1732. Under hans tid i Delsbo var hela bygden indragen i försvaret av den svenska kusten mot ryssarna, i synnerhet året 1721.
Nauclerus var först gift med Kristina Aurivillia och sedan med Justina Ziervogel. I det andra äktenskapet blev han far till Samuel Nauclér och Olof Nauclér.